# Zhou Dongyu

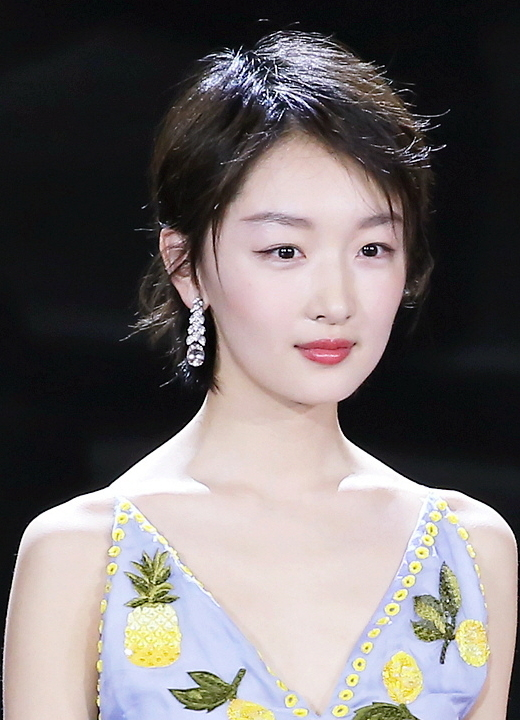
Zhou Dongyu (2017)

Zhou Dongyu (chinesisch 周冬雨, Pinyin Zhōu Dōngyǔ; * 31. Januar 1992 in Shijiazhuang, Hebei, China) ist eine chinesische Schauspielerin. Sie gehört zu den bedeutendsten und prägenden Schauspielerinnen des chinesischen Kinos der 2010er Jahre.

## Leben
Zhou entstammt einer Arbeiterfamilie. 2010 gab sie ihr Filmdebüt in Der Baum der Helden von Zhang Yimou, ohne vorherige Schauspielerfahrung. Zur Zeit, als sie für die Rolle vorsprach, war sie noch Schülerin an einer Oberschule, und setzte sich gegen knapp 10.000 Mitbewerberinnen um die Rolle durch. Sie wurde von Zhangs Talentscouts entdeckt, als sie gerade den Eintrittstest des Nanjing Art Institutes absolvierte. Sie soll für die Rolle ausgewählt worden sein, da ihre Augen so klar wie eine Bergquelle seien. Ihre Lehrer beschrieben Zhou als ruhig, zurückhaltend und wohlerzogen.
Für ihre Leistung in Der Baum der Helden erhielt sie zahlreiche Auszeichnungen, darunter den Preis als „beste Darstellerin“ auf dem Valladolid International Film Festival, den Huabiao Award als „beste neue Darstellerin“ und den Shanghai Film Critics Award als „Best New Performer“. Nach ihrem frühen und unverhofften Durchbruch fokussierte sie sich auf die Schauspielerei und gab das Universitätszulassungsexamen auf. Dennoch trat sie 2011 der Pekinger Filmakademie bei.
2011 ergatterte sie die Hauptrollen in dem Liebesfilm Allure Tears von Barbara Wong und spielte weiterhin Mao Zedongs Ehefrau Yang Kaihui in The Road of Exploring.
Durch ihre Leistung in dem Film Soul Mate von Derek Tseng stieg sie Zhou zu den Topstars Chinas auf. Der Film basiert auf einem Roman von Anni Baobei. Zhou erhielt gemeinsam mit Sandra Ma dafür den prestigeträchtigen Golden Horse Award als beste Hauptdarstellerin. Auf dem Macau International Movie Festival erhielt sie den Preis für die beste Hauptdarstellerin für die koreanisch-chinesische Produktion Never Say Goodbye.
2019 spielte Zhou auch in Derek Tsengs nächsten Film, Better Days die weibliche Hauptrolle, an der Seite von Popstar Jackson Yee. Der Film behandelt das Thema Schulmobbing. Der Film wurde von Kritikern positiv besprochen und Zhou erhielt einige Preise für ihre Leistung.

## Filmografie

### Filme (Auswahl)
- 2010: Der Baum der Helden (Shānzhāshù Zhī Liàn)
- 2011: The Road of Exploring (湘江北去)
- 2011: Allure Tears (倾城之泪)
- 2013: The Palace (宫锁沉香)
- 2014: My Old Classmate
- 2016: Lost in White (冰河追凶)
- 2016: Soul Mate
- 2017: The Thousand Faces of Dunjia
- 2018: Animal World
- 2018: Us and Them (後來的我們)
- 2019: On The Balcony
- 2019: Better Days (少年的你)

### Fernsehserien
- 2016:	Sparrow (麻雀)
- 2017:	Love & Life & Lie (遇见爱情的利先生)
- 2017: Mo Du Feng Yun (魔都风云)
- 2017: Shall I Compare You to a Spring Day (春风十里，不如你)
- 2019:	Behind The Scenes (幕后之王)
- 2020:	New World (新世界)

## Auszeichnungen
Asian Film Award
- 2020: Auszeichnung in der Kategorie Beste Darstellerin für Better Days

China Film Director’s Guild Awards
- 2018: Auszeichnung in der Kategorie Beste Hauptdarstellerin für This Is Not What I Expected

Chinese Film Media Awards
- 2016: Auszeichnung in der Kategorie sehnlichst erwartete Darstellerin für My Old Classmate
- 2017: Auszeichnung in der Kategorie Beste Hauptdarstellerin für Soul Mate
- 2018: Auszeichnung in der Kategorie beliebteste Schauspielerin für Us and Them

Golden Horse Award
- 2016: Auszeichnung in der Kategorie Beste Hauptdarstellerin für Soul Mate

Golden Screen Award
- 2017: Auszeichnung in der Kategorie Beste Hauptdarstellerin für Soul Mate

Hong Kong Film Awards
- 2020: Auszeichnung in der Kategorie Beste Hauptdarstellerin für Better Days

Hong Kong Film Critics Society Award
- 2017: Auszeichnung in der Kategorie Beste Hauptdarstellerin für Soul Mate

Hong Kong Film Directors’ Guild Awards
- 2020: Auszeichnung in der Kategorie Beste Hauptdarstellerin für Better Days

Huabiao Award
- 2011: Auszeichnung in der Kategorie Beste Nachwuchsdarstellerin für Der Baum der Helden

International Film Festival & Awards Macao
- 2019: Auszeichnung in der Kategorie Beste Darstellerin für Better Days

Macau International Movie Festival
- 2016: Auszeichnung in der Kategorie Beste Hauptdarstellerin für Never Say Goodbye

Shanghai Film Critics Awards
- 2011: Auszeichnung in der Kategorie Beste Nachwuchsdarstellerin für Der Baum der Helden

Valladolid International Film Festival
- 2011: Auszeichnung in der Kategorie Beste Hauptdarstellerin für Der Baum der Helden